# Stefania Tallini
Stefania Tallini (Catanzaro, 18 agosto 1966) è una pianista, compositrice, arrangiatrice jazz italiana.

## Biografia
Si è diplomata in pianoforte nel 1990 al Conservatorio Santa Cecilia di Roma e nel 2001 in jazz (Arrangiamento e Composizione per Big Band) al Conservatorio Licinio Refice di Frosinone.
È considerata una delle più grandi pianiste e compositrici europee, con una carriera in ambito Jazz, classico e nella musica brasiliana, attraverso collaborazioni con artisti internazionali. 
Riesce a coniugare diversi stili musicali, di cui si è nutrita negli anni e che nascono dalla sua formazione classica, attraversando il Jazz e la MPB. 
Ha vinto, come pianista e compositrice, numerosi concorsi internazionali come Barga Jazz 2001, con un suo brano da lei stessa arrangiato per Big Band. "Lagomaggiorejazz 1999" in piano solo e nel 2000, in trio,  "Viva Il Jazz" di Milano. È stata votata al secondo posto nel "Trofeo Italiano del Jazz Django d'or 2004" nella sezione "Emergenti".
È stata più volte ospite della trasmissione radiofonica "Invenzione a due voci", in onda su Radio tre  e ha suonato più volte per "I concerti del Quirinale", e i suoi concerti sono stati trasmessi in diretta e replicati su Radio tre.
Due sue composizioni, "December Waltz" e "When All Was Chet", sono state registrate dal trio italiano e americano di Enrico Pieranunzi.
Oltre a diversi CD come sideman ha inciso come band leader 9 CD  basati su proprie composizioni più uno, "Pasodoble", realizzato in collaborazione con Gabriele Mirabassi e dedicato alle opere della pittrice e scultrice Barbara Sbrocca.
Ha collaborato con artisti quali Gregory Hutchinson, Guinga, Corrado Giuffredi, Gabriele Mirabassi, Enrico Intra, John Taylor, Sergio Galvao, Bruno Tommaso, Enrico Pieranunzi, Javier Girotto, Maurizio Giammarco, Remì Vignolò, Bert Joris, Matthieu Chazarenc, Andy Gravish, Ada Montellanico, Michele Rabbia e Massimo Nunzi. A teatro con Mariangela Melato, Michele Placido e David Riondino.

## Discografia
- Etoile - Yvp (2002)
- New Life - Yvp (2003)
- Dreams - Alfamusic e RaiTrade (2005)
- Maresìa - Alfamusic (2007)
- Pasodoble - Sbrocca (2007)
- The illusionist - Alfamusic (2010)
- Viceversa - Alfamusic (2013)
- Intimidade - Alfamusic (2017)